# Scalasaig
Scalasaig är den största orten på ön Colonsay, Argyll and Bute, Skottland. Byn är belägen 35 km från Bowmore. Det finns en färja till Oban och Port Askaig.